# Palazzo Landi
Der Palazzo Landi, in der Gegend auch La Vigna genannt, ist ein festes Haus in der Gemeinde Alseno in der italienischen Region Emilia-Romagna. Es steht auf einem kleinen Hügel oder einer Motte direkt an der Via Emilia.

## Geschichte
Die erste urkundliche Erwähnung eines befestigten Gebäudes an dieser Stelle stammen aus dem Jahr 1180: In den Chroniken wird ein Turm erwähnt, den die Bürger von Piacenza gegen Angriffe aus Parma errichteten. 1186 ließen die Adligen Siclerio dell’Andito (von der Familie Landi) und Savino Videdomino eine richtige Burg errichten, aber dieses Gebäude wurde bereits 1188 nach einer Belagerung von gerade einmal drei Tagen zerstört, bevor es überhaupt fertig geworden war. Auf den Resten der zerstörten Burg errichteten die Bürger von Parma um 1190 das heutige feste Haus, das 1205 dank einer Spende von 2000 kaiserlichen Lire aufgestockt und mit einem Burggraben umgeben wurde.
1269 fiel die Burg nach einer 17 Tage dauernden Belagerung erneut und diesmal endgültig an Piacenza und 1298 gelangte sie in den Besitz von Umbertino Landi.
1405 erhielten die Landis das Lehen von den Viscontis, den Herren von Piacenza.
Im 18. Jahrhundert wurde die Burg von einem militärischen Gebäude in einen Palast umgebaut, behielt aber die Struktur einer Festung mit quadratischem Grundriss und einem Innenhof, der teilweise mit Vorhallen versehen war.
Im 19. Jahrhundert fiel das Gebäude, das nicht mehr bewohnt wurde und in Verfall geraten war, in der Folge der Heirat der Markgräfin Ottavia Landi, dem letzten Nachkommen der Familie, mit dem Herzog Federico Sforza Fogliani an die Familie Sforza. Der Palast wurde 1924 im Auftrag der letzten Besitzerin, Herzogin Clelia Sforza Fogliani, restauriert, der Gemeinde gespendet und dort der Kindergarten der Pfarrei untergebracht.

## Beschreibung

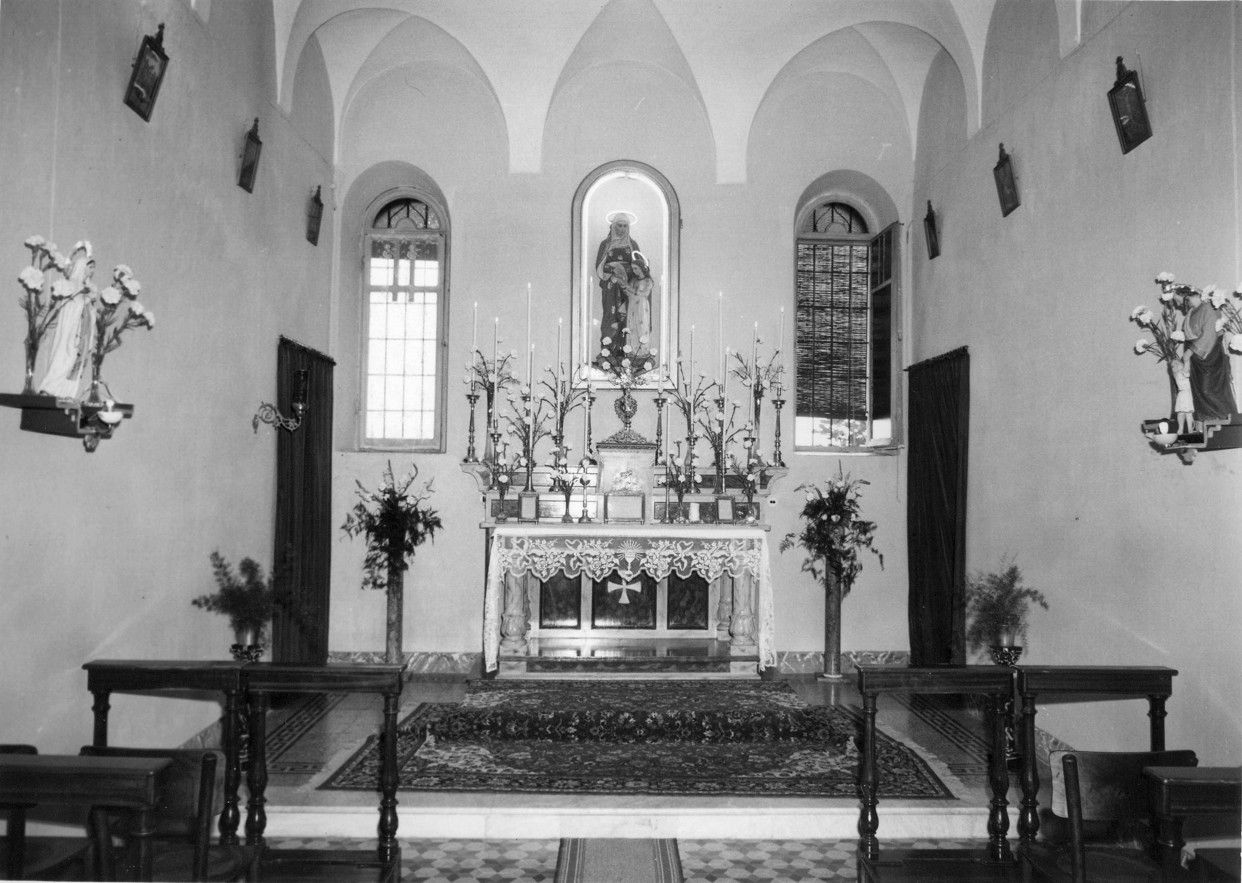
Innenraum der Kapelle

Der Palazzo Landi behielt trotz der zahlreichen Umbauten das Aussehen einer Festung.
Sein Grundriss ist rechteckig, wobei die Ecken in den Haupthimmelsrichtungen ausgerichtet sind. Man kann noch viele Elemente erkennen, die von der früheren Burg stammen, wie einige Mauerstücke aus ziemlich quadratischen Steinblöcken in der nordöstlichen Umfassungsmauer, den anderen Gebäudeteilen vollständig aus Ziegelmauerwerk mit Resten von Verputz und dicken, angeschrägten Mauern mit Schießscharten in den unteren Teilen. Im Innenhof auf der Südost- und der Südwestseite, also der Seite, auf der sich der Eingang befindet, gibt es zwei Vorhallen mit je vier Bögen, von denen einige im Laufe der Zeit zugemauert wurden. In den Innenräumen des Palastes sind keine Dekorationen erhalten, mit Ausnahme der Kapelle, die mit Stuckarbeiten aus dem 18. Jahrhundert verziert ist. Außen, wo früher der Burggraben lag, der inzwischen eingeebnet wurde, ist der Palast von einer großen Rasenfläche umgeben.